# Komes
Een komes (Pools: żupan) was een titel gebaseerd op de Latijnse comes in middeleeuws Polen en werd in de periode van het Heilige Roomse Rijk gebruikt voor hoogwaardigheidsbekleders zoals bestuurlijke en militaire districtscommandanten. De persoon die deze titel droeg werd aangeduid met de afkorting K. voor zijn achternaam. 
De titel żupan werd aanvankelijk in de 11e en 12e eeuw op meerdere manieren vertaald. Toch koos men destijds vooral voor de vertaling naar comes en later voor een meer precieze Latijnse benaming. De titel verdween met de oprichting van het Pools-Litouwse Gemenebest, waarna deze werd vervangen door die van kasztelan.